# Łukasz Tupalski
Łukasz Tupalski (ur. 4 września 1980 w Białymstoku) – polski piłkarz grający na pozycji obrońcy.

## Sukcesy

### Drużynowe

#### Dyskobolia Grodzisk Wielkopolski
- Puchar Polski (1): 2006/07
- Puchar Ligi Polskiej (2): 2007, 2008

## Kariera zawodnicza
Profesjonalną karierę piłkarską Tupalski rozpoczynał w 1997 roku występując w IV-ligowym zespole KP Wasilków. Następnie gra w Jagiellonii, Wigrach Suwałki, Górniku Łęczna, Zawiszy Bydgoszcz SA i Dyskobolii. W sezonie 2007/2008 podpisuje 2,5 roczny kontrakt z Cracovią, z której odchodzi w czerwcu 2010 roku. Po sezonie 2009/10 przez kilka dni przygotowuje się do nowych rozgrywek z Jagiellonią, po czym wyjeżdża na testy do klubu z norweskiej ekstraklasy - FK Haugesund oraz greckiego AÓ Iraklís. Ostatecznie trafia na początku sezonu 2010/11 do beniaminka I ligi - LKS Nieciecza. Latem 2011 roku opuszcza klub, który jest jego ostatnim w piłkarskiej karierze.

## Kariera trenerska
Od 2013 roku Łukasz Tupalski jest trenerem  roczników 2005, 2006 w Białostockiej Szkółce Piłkarskiej działającej w ramach Akademii Piłkarskiej Jagiellonii, jest także jednym z trenerów szkółki Champions. Odbył dwa staże w Akademii Celticu Glasgow.